# Sciolze
Sciolze – miejscowość i gmina we Włoszech, w regionie Piemont, w prowincji Turyn.
Według danych na rok 2005 gminę zamieszkiwało 1520 osób, 138,18 os./km².